# Max Burgers (restaurant)
MAX Burgers is een Zweedse keten van fastfoodrestaurants. Het bedrijf werd in 1968 opgericht en groeide in de jaren 80 uit tot de grootste hamburgerketen in Noord-Zweden. In 2022 heeft MAX Burgers 146 restaurants in Zweden, 19 in Polen, 9 in Egypte, 8 in Noorwegen en 4 in Denemarken.

## Geschiedenis
MAX Burgers werd in  in 1968, in Gällivare door Curt Bergfors opgericht. Samen met zijn partner opende hij X-Grillen, een grillroom met fastfood. Twee jaar na opening werd het restaurant omgedoopt tot MAX. Tussen 1970 en 1973 werden er drie filialen in Skellefteå, Luleå en in Piteå geopend. In de jaren 80 groeide MAX uit tot de grootste hamburgerketen van Noord-Zweden en werd populairder dan McDonald's, die vervolgens twee filialen in Luleå en Umeå moest sluiten.
MAX Burgers focuste zich voornamelijk in Noord-Zweden en had daarbuiten maar één filiaal in Stockholm. Dit veranderde in de jaren 90, toen de keten uitgroeide tot een landelijk voedselketen. Er werden steeds meer restaurants in de overige delen van het land geopend en tegen 2011 had Max Burgers 85 restaurants, terwijl er vijf jaar eerder maar 40 restaurants waren.
Ook opende MAX Burgers in 2011 een filiaal in Oslo, gevolgd door Kopenhagen in 2013 en in Wrocław in 2017. Inmiddels zijn er 19 filialen in Polen, 8 in Noorwegen en 4 in Denemarken.
MAX Burgers had tussen 2011 en 2017, door middel van franchising, drie filialen in de Verenigde Arabische Emiraten. 